# Palaeomolis schotlaenderi
Palaeomolis schotlaenderi är en fjärilsart som beskrevs av Otto Staudinger 1912. Palaeomolis schotlaenderi ingår i släktet Palaeomolis och familjen björnspinnare. Inga underarter finns listade i Catalogue of Life.